# Haematopota caenofrons
Haematopota caenofrons är en tvåvingeart som först beskrevs av Krober 1922.  Haematopota caenofrons ingår i släktet Haematopota och familjen bromsar.
Artens utbredningsområde är Turkiet. Inga underarter finns listade i Catalogue of Life.